# Machaeropsis valida
Machaeropsis valida är en insektsart som beskrevs av Leopold Melichar 1903. 
Machaeropsis valida ingår i släktet Machaeropsis och familjen Machaerotidae. Inga underarter finns listade i Catalogue of Life.